# Fabian Bösch
Fabien Bösch (Hirschtal, 6 juli 1997) is een Zwitsers freestyleskiër die is gespecialiseerd in de slopestyle en de big air. Hij vertegenwoordigde zijn vaderland op de Olympische Winterspelen 2014 in Sotsji en op de Olympische Winterspelen 2018 in Pyeongchang.

## Carrière
Bij zijn wereldbekerdebuut, in februari 2013 in Silvaplana, eindigde Bösch meteen op de derde plaats op het onderdeel slopestyle. Tijdens de Olympische Winterspelen van 2014 in Sotsji eindigde hij als 23e op de slopestyle. 
Op de Wereldkampioenschappen freestyleskiën 2015 in Kreichsberg werd Bösch wereldkampioen op het onderdeel slopestyle, voor de Australiër Russ Henshaw. In 2016 nam de Zwitser deel aan de Winter X Games in Aspen. Daar was hij de beste in het onderdeel big air. Tijdens de Olympische Winterspelen van 2018 in Pyeongchang eindigde Bösch als 24e op het onderdeel slopestyle.
In Park City nam de Zwitser deel aan de wereldkampioenschappen freestyleskiën 2019. Op dit toernooi veroverde hij de wereldtitel op het onderdeel big air, op het onderdeel slopestyle eindigde hij op de elfde plaats.

## Resultaten

### Olympische Winterspelen
| Jaar | Plaats      | Resultaat      |
| ---- | ----------- | -------------- |
| 2014 | Sotsji      | 23e Slopestyle |
| 2018 | Pyeongchang | 24e Slopestyle |

### Wereldkampioenschappen
| Jaar | Plaats      | Resultaat                |
| ---- | ----------- | ------------------------ |
| 2015 | Kreichsberg | Slopestyle               |
| 2019 | Park City   | Big air · 11e Slopestyle |

### Wereldbeker
Eindklasseringen
| Seizoen   | Algm | BA    | SS    |
| --------- | ---- | ----- | ----- |
| 2012/2013 | 60e  | –     | 6e    |
| 2013/2014 | 64e  | –     | 12e   |
| 2015/2016 | 30e  | –     | 6e    |
| 2016/2017 | 87e  | 18e   | –     |
| 2017/2018 | 63e  | –     | 12e   |
| 2018/2019 | 38e  | Brons | 16e   |
| 2019/2020 | 20e  | 21e   | Brons |